# Baojun 630
Baojun 630 – samochód osobowy typu klasy kompaktowej produkowany pod chińską marką Baojun w latach 2010–2019 i 2014–2023 w Afryce Północnej.

## Historia i opis modelu

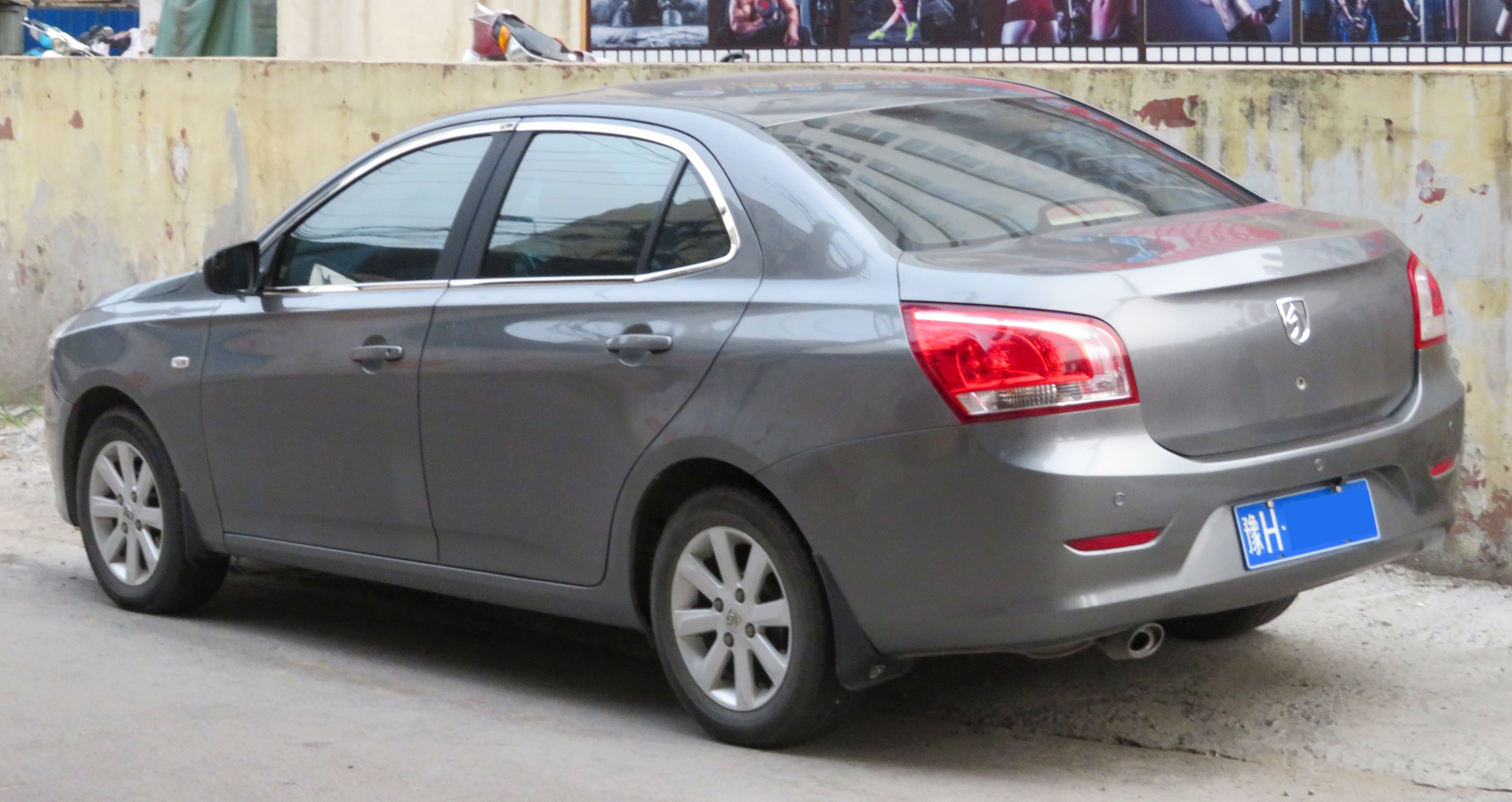
Baojun 630 - tył

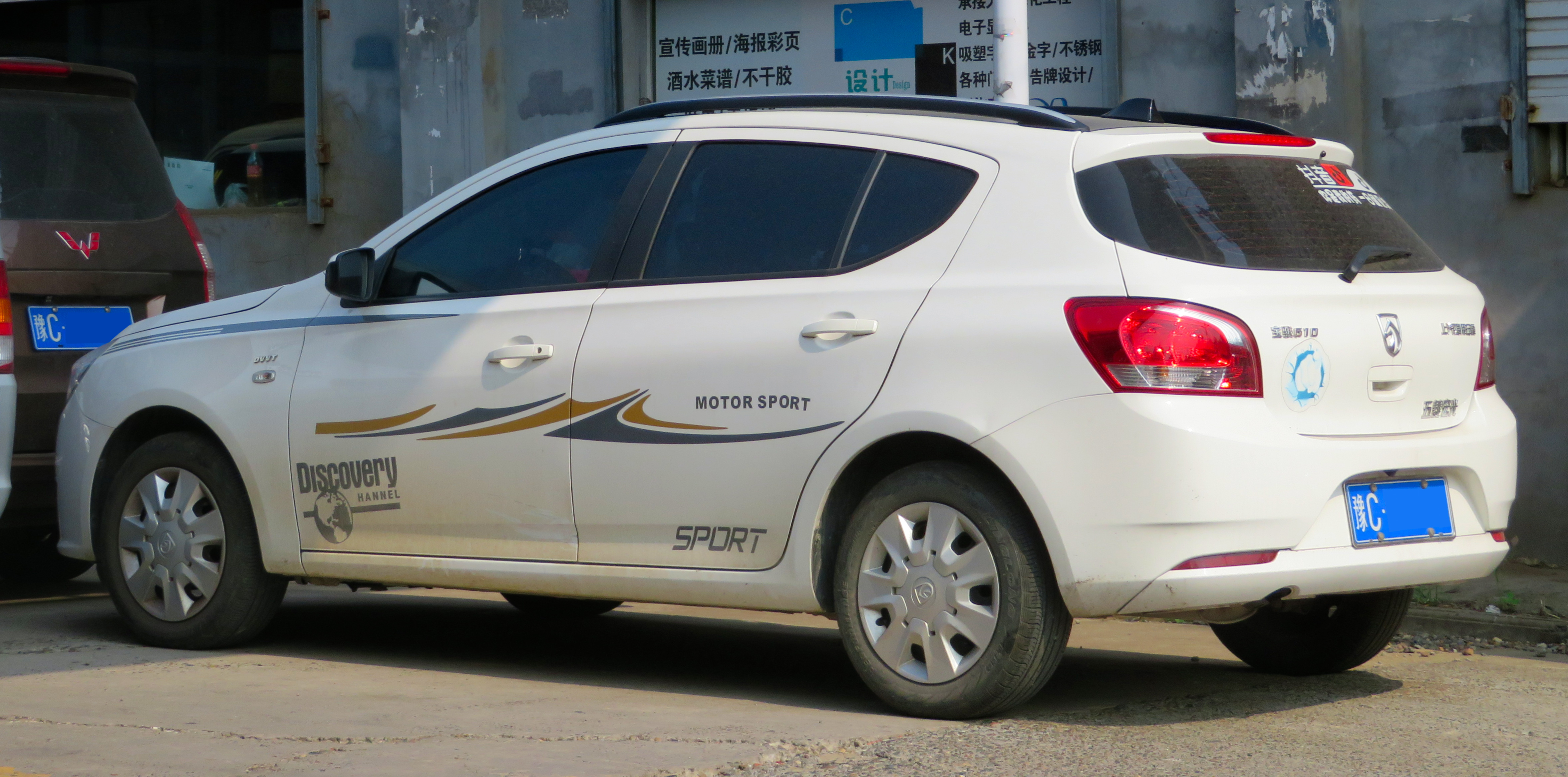
Baojun 610

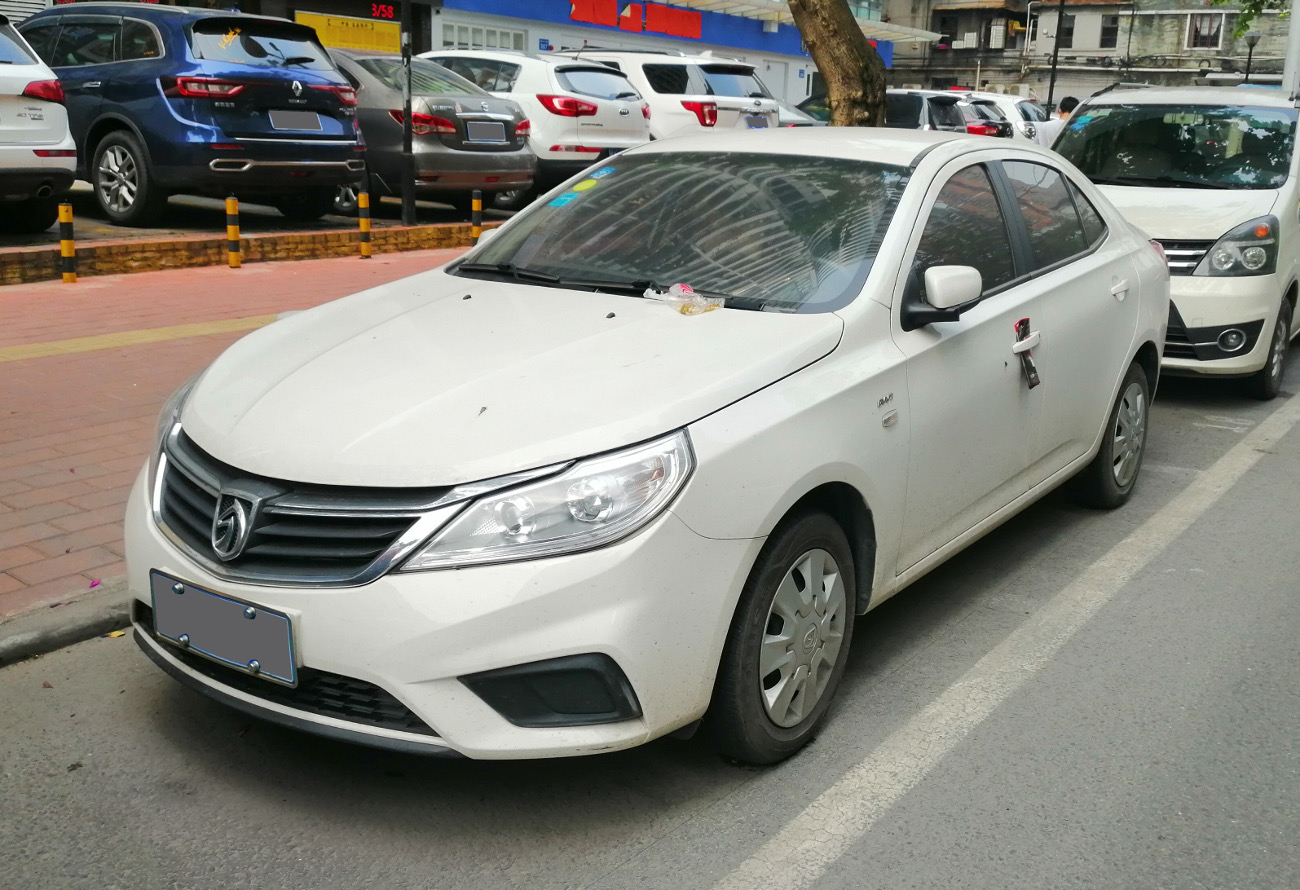
Baojun 630 po liftingu

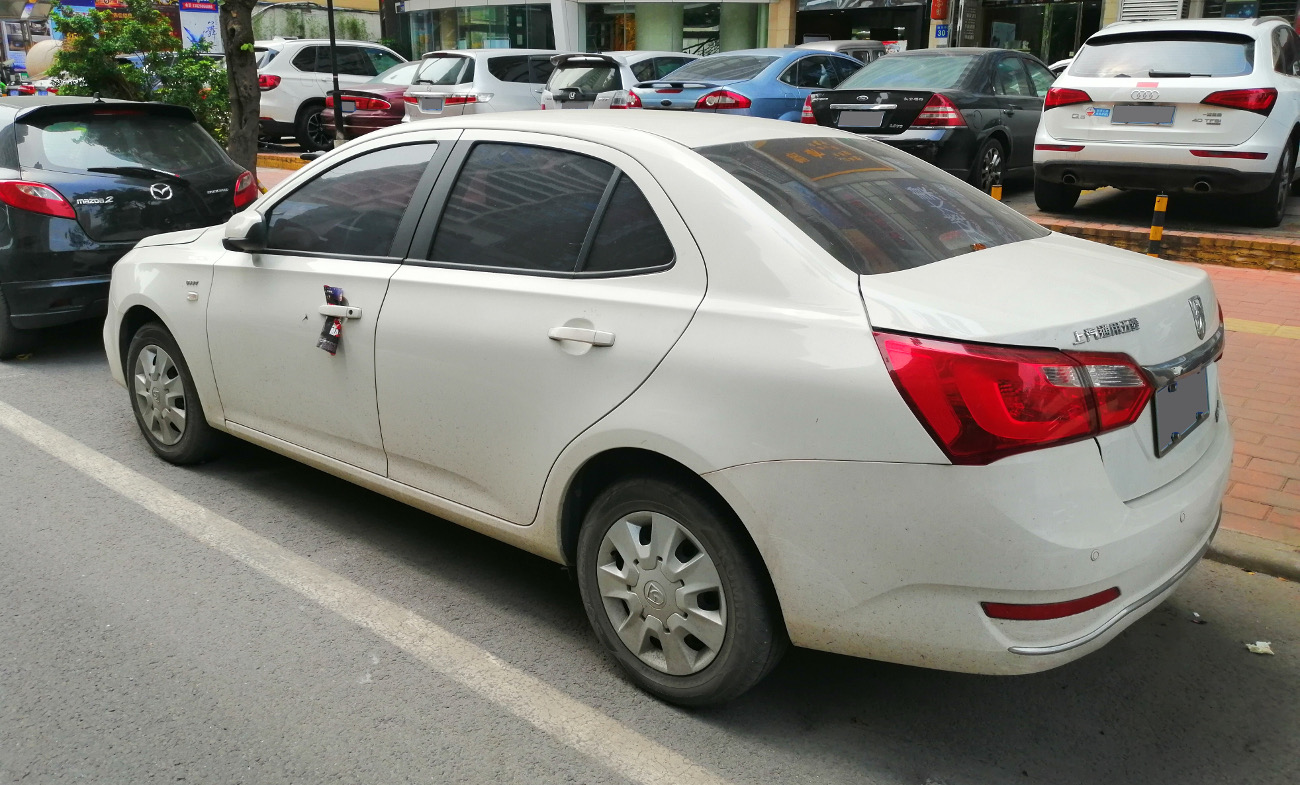
Baojun 630 - tył po liftingu

Kompaktowy sedan 610 został przedstawiony w listopadzie 2010 roku jako pierwszy w historii samochód taniej marki Baojun utworzonej na początku tego samego miesiąca przez joint-venture tworzone przez sojusz SAIC i Wuling oraz amerykańskiego General Motors. 
Baojun 630 oparty został na płycie podłogowej zapożyczonej od kompaktowego modelu Buick Excelle, lokalnej chińskiej odmiany globalnego dawnego modelu Chevrolet Lacetti. Z pierwowzorem chiński tani sedan wspóldzielił także benzynowe silniki o pojemności 1.5 lub 1.8l. Jednostki spełniały normę Euro IV.

### 610
W marcu 2014 roku gama kompaktowego modelu Baojuna, dotychczas składająca się z 4-drzwiowego sedana, została poszerzona o 5-drzwiowego hatchbacka pod nazwą Baojun 610. Odróżniała się ona ściętym tyłem i wyżej poprowadzoną linią dachu, a także zadartą linią okien.

### Lifting
W grudniu 2015 roku Baojun przeprowadził gruntowną restylizację modelu 630, obejmujący zarówno kabinę pasażerską, jak i stylizację deski rozdzielczej. Pas przedni zyskał nowy wygląd reflektorów i dodatkową chromowaną poprzeczkę, za to tylna część nadwozia zyskała podwójne lampy oraz umieszczone na klapie miejsce na tablicę rejestracyjną.

### Sprzedaż
Baojun 630 został zbudowany z myślą o dynamicznie rozwijającym się na przełomie I i II dekady XXI wieku chińskim rynku samochodowym, jako główną grupę docelową obierając nabywców po raz pierwszy decydujących się na zakup nowego samochodu. Producent zaoferował za 630 relatywnie niską cenę, która w 2011 roku wynosząc równowartość nieco ponad 8 tysięcy dolarów amerykańskich. W ciągu niespełna 8 lat rynkowej obecności, między 2011 a 2020 rokiem, Baojun 630 znalazł ponad 253 tysięcy nabywców. 
Przez pierwsze 3 lata produkcji Baojun 630 był oferowany wyłącznie na rodzimym rynku chińskim, z kolei w kwietniu 2014 roku uległo to zmianie. General Motors rozpoczęło eksport pojazdu z fabryki w Liuzhou pod marką Chevrolet jako druga generacja linii modelowej Chevrolet Optra. Początkowo objął on Egipt, z kolei 4 miesiące później sprzedaż poszerzono do innego kraju regionu Afryki Północnej - Algierii.

### Silnik
- R4 1.5l Turbo 150 KM
- R4 1.8l 137 KM